# Mycale senegalensis
Mycale senegalensis är en svampdjursart som beskrevs av Claude Lévi 1952. Mycale senegalensis ingår i släktet Mycale och familjen Mycalidae.
Artens utbredningsområde är Senegal. Inga underarter finns listade i Catalogue of Life.